# Microrégion du Guamá

Localisation de la microrégion du Guamá

La microrégion du Guamá est l'une des cinq microrégions qui subdivisent le Nord-Est de l'État du Pará au Brésil.
Elle comporte 13 municipalités qui regroupaient 412 198 habitants en 2006 pour une superficie totale de 28 214 km2.

## Municipalités[1]
- Aurora do Pará
- Cachoeira do Piriá
- Capitão Poço
- Garrafão do Norte
- Ipixuna do Pará
- Irituia
- Mãe do Rio
- Nova Esperança do Piriá
- Ourém
- Santa Luzia do Pará
- São Domingos do Capim
- São Miguel do Guamá
- Viseu